# Gaitelgrima von Salerno und Capua
Gaitelgrima von Salerno – die Jüngere (* vor 1052, fl. 1091) war durch ihre Ehen mit Richard I. Drengot und Jordan I. von Capua die Fürstgemahlin von Capua im heutigen Italien. Ab 1091 während der Minderjährigkeit ihrer drei Söhne Richard I., Robert I. und Jordan II. war sie Regentin Capuas.

## Leben
Sie war die Tochter von Waimar IV. von Salerno und mutmaßlich dessen zweiter Frau Gemma. Ihre Mutter wird nie genannt, Gaitelgrima wird aber als „deutsche“ Schwester von Gisulf II. von Salerno und Sikelgaita erwähnt. Beides Kinder von Gemma, die Waimar 1042 im Jahr der Thronbesteigung Gisulfs heiratete. Daher ist anhand der Chronologie und Hinweisen aus den Quellen davon auszugehen, dass Gemma Gaitelgrimas Mutter war und nicht Waimars erste Ehefrau Porpora, wie von Sanfelice di Montefore behauptet wurde.
Über Gaitelgrimas Jugend und Bildung ist nichts bekannt.

### Erste Ehe
Auch ist nicht bekannt, wann sie ihre erste Ehe einging mit dem Normannen Richard I. Drengot, dem Grafen von Aversa und Fürsten von Capua. Dieser war bereits einmal verheiratet gewesen und hatte mit seiner ersten Frau Fredesinna (auch Freselinda oder Fredesende) von Hauteville einen Sohn: Jordan I. von Capua.
Über die erste Ehe Gaitelgrimas gibt ein Brief Auskunft, den Papst Gregor VII. am 22. April 1079 an Jordan I. geschrieben hat.
Sie muss im Zusammenhang mit der schwierigen Beziehung zwischen Salerno und Capua gesehen werden und fand daher vermutlich in den 1070er Jahren statt, nach der Überwindung der Krise von 1053 und der Annäherung zwischen Gisulf II. und Richard I., die zunächst 1062 dazu führte, dass Gaeta unter die Kontrolle Richards und seines Sohnes Jordan fiel und dann Ende 1071 zur Gründung des Bündnisses gegen Robert Guiskard führte, bei dem Neapel und Amalfi außen vor blieben.

### Zweite Ehe
Der Brief von Papst Gregor VII. vom 22. April 1079 an Jordan I. beinhaltet auch Informationen zu Gaitelgrimas zweiter Ehe. In diesem wirft Gregor Jordan vor, er habe nach dem Tod seines Vaters dessen Witwe Gaitelgrima geheiratet, die er als Stiefmutter und Herrin bezeichnet. Es ist heute nicht bekannt, ob er Gaitelgrima aufgrund politischen Kalküls heiratete, um so die Kontrolle über ihr Vermögen  zu erlangen. Die Ehe fand aber nicht freiwillig statt. Denn kurz nach Richards I. Tod am 15. April 1078 wurde Gaitelgrima gegen ihren Willen gezwungen, ihren Stiefsohn Jordan von Capua zu heiraten.
Der Pontifex erhob schwere Vorwürfe gegen Jordan, er hatte sich freigenommen seine unwillige Stiefmutter und Herrin gegen Recht und Sitte zur Kirche zu schleifen und sie, die nicht heiraten wollte, mit höchster Gewalt zur Hochzeit zu zwingen.
Obwohl Gaitelgrima anfangs gegen die Heirat mit Jordan war, musste sie sich mit der Situation abfinden.

### Politische Teilhabe

#### Auftreten in den Urkunden
Zwischen 1079 und 1080 brachte sie ihren ältesten Sohn, Richard I., zur Welt, wie aus einem Diplom vom 18. September 1080 hervorgeht.
Diese Urkunde besteht aus einer Konzession, mit der Fürst Jordan I. von Capua dem Kloster S. Lorenzo den Besitz des Patria-Sees und die Hälfte des Vena-Kanals übertrug und bestätigte. Er stellte sie mit der Zustimmung seiner Frau Gaitelgrima und seines Sohnes Richards aus. Daran kann man erkennen, dass Gaitelgrima zumindest über einen Teil der Güter verfügte, die dem Kloster übertragen und bestätigt wurden.
Welche Rolle G. im politischen Geschehen des Fürstentums spielte, als Tochter des Waimar, Gemahlin des Jordan und Herrin von Capua und Aversa, wissen wir aufgrund des Schweigens der bekannten Quellen wenig. Angesichts der wirtschaftlichen Macht, über die sie offenbar verfügte, dürfte ihre Rolle jedoch nicht zweitrangig gewesen sein. In einer Urkunde vom 1. April 1083, mit dem sie dem Kloster S. Salvatore einen beträchtlichen Güterkomplex bestätigte, zu dem sie bei dieser Gelegenheit weitere Güter hinzufügte, möchte Jordan nämlich betonen, dass Gaitelgrima - seine Frau und eine hoch scharfsinnige Fürstin -, als Intervenientin bei dem Akt anwesend war.
Das bedeutet, dass sie zumindest über einen Teil dessen, was er bestätigt und geschenkt hatte, Rechte besaß. Dabei handelte es sich um einen beträchtlichen Vermögenskomplex, der Kirchen, Güter und Rechte in Sorrent, Nola, dem Gebiet von Acerra, Savignano, Pozzuoli, Cumae und Posillipo umfasste.
Die Beziehungen zwischen Gaitelgrima und Desiderius dem Abt von Montecassino müssen gut gewesen sein: Auf Bitten der Fürstin, überredete Giordano ihn am 18. November 1085, dem Kloster nicht nur die von seinem Vater Riccardo gemachten Zugeständnisse zu bestätigen, sondern auch in derselben Region bebauten und unbebauten Boden zu gewähren, sowie einen Wald.

#### Vereitelung einer Verlobung
Vermutlich Ende der 90er Jahre versprach Joran seine noch minderjährige Tochter dem Konsul und Herzog von Gaeta Rainaldo Ridelli. Er wollte sie ihm zur Frau geben und schloss den entsprechenden Heiratsvertrag mit ihm ab. Weder der Name der Tochter, noch die Umstände, die Jordan zu diesem Vorhaben bewegten, sind heute bekannt.
Gaitelgrima aber erhob Einspruch und stellte sich gegen die Planung. Unterstützt von ihren Verwandten, widersetzte sie sich dem Vorhaben hartnäckig. Das Mädchen sei zu jung und das Versprechen und der Heiratsvertrag seien gegen den Willen des Mädchens, ihrer Mutter und ihrer Familie durchgesetzt worden. Das Gewicht und der Einfluss von Gaitelgrima in dieser Angelegenheit waren zumindest anfangs entscheidend: Es gelang ihr, Rainaldo dazu zu bewegen, die Erfüllung seiner Verpflichtung aufzuschieben und Botschafter zu entsenden, um die Meinung und Intervention des Papstes zu erbitten.
In einer Passage eines Instruktionsschreibens von Urban II. an einen päpstlichen Legaten am kapuanischen Hof, ist die Geschichte enthalten.(erhalten im Decretum Gratiani, XXXI, 5, 1) Der Text selbst enthält keine chronologischen Angaben, aber der dazugehörige Brief, muss zwischen der Papstwahl am 12. März 1088 und dem Tod Jordans im November 1090, datiert werden. Der Pontifex beauftragte seinen Gesandten, den Sachverhalt festzustellen: Sollte sich herausstellen, dass die Ehe von Giordano aufgedrängt worden war, wären das Versprechen und der Heiratsvertrag null und nichtig und der Legat müsste Jordan aus seiner Verpflichtung entlassen. Wenn es dem Legaten jedoch gelungen war, die Zustimmung des Mädchens, Gaitelgrimas und ihrer Verwandten zu erhalten, erklärte sich der Papst bereit, das Versprechen und den Ehevertrag zu legitimieren. Der weitere Verlauf dieser Episode ist nicht bekannt. Gesichert ist nur, dass Rainaldo keine Tochter von Gaitelgrima und Jordan von Capua geheiratet hat.

### Regentschaft ab 1091
Aus der Ehe zwischen Gaitelgrima und Jordan gingen neben dem Erstgeborenen Richard und der bereits erwähnten Tochter mindestens zwei weitere Söhne hervor: Robert und Jordan. Nach dem Tod ihres Mannes im November 1090 übernahm Gaitelgrima die Führung des Fürstentums im Namen ihrer noch minderjährigen Söhne. Zwischen Ende 1090 und Januar des folgenden Jahres war Urban II. zu Gast bei Gaitelgrima in Capua, ein Umstand, der von den guten Beziehungen zwischen dem Papst und der Fürstin zeugt. Wir kennen jedoch nicht die wahren Gründe für diesen Aufenthalt: Angesichts der Ereignisse, die ihm vorausgingen und folgten, scheint es sicher zu sein, dass der Papst die Regierung des Regenten unterstützen wollte, um den Übergang des Fürstentums Capua unter eine Art Protektorat des Apostolischen Stuhls vorzubereiten.
Unabhängig von den Absichten des Papstes und den Vereinbarungen mit dem Regenten erhoben sich nach dem Abgang Urbans II. Ende Januar 1091 die Kapuziner unter der Führung eines der führenden Vertreter des lokalen Adels langobardischer Abstammung, Lando, gegen die Regierung von Gaitelgrima, die gezwungen war, die Stadt den Aufständischen zu überlassen und mit ihren Söhnen innerhalb der Mauern von Aversa Zuflucht zu suchen.

## Nachkommen
- 1079/1080 Richard I. von Capua
- Robert I. von Capua
- Jordan II. von Capua
- vor 1088 unbenannte Tochter[4]